# 84 Dywizja Strzelecka (ZSRR)
84 Dywizja Strzelecka (ros. 84-я стрелковая дивизия) – związek taktyczny piechoty Armii Czerwonej.
Sformowana w 1923 roku jako 84 Tulska Dywizja Strzelecka Obrony Terytorialnej. W 1945 przeformowana w 84 Dywizję Zmotoryzowaną.

## Struktura organizacyjna
Jako dywizja zmotoryzowana
- 41 zmotoryzowany pułk strzelecki
- 201 zmotoryzowany pułk strzelecki
- 46 pułk czołgów
- 74 pułk artylerii

Jako dywizja strzelecka
- 41 pułk strzelecki
- 201 pułk strzelecki
- 382 pułk strzelecki
- 74 pułk artylerii lekkiej
- 429 pułk artylerii haubic (do 17.12.1942)